# Pharcidodes suturalis
Pharcidodes suturalis är en skalbaggsart som först beskrevs av Pierre Émile Gounelle 1909.  Pharcidodes suturalis ingår i släktet Pharcidodes och familjen långhorningar.
Artens utbredningsområde är Paraguay. Inga underarter finns listade i Catalogue of Life.